# Skålgropsstenen i Årsta partihallar
Skålgropssten Brännkyrka 222:1 är en skålgropssten som står vid Brunnbyvägen 20 utanför fastigheten Fiskhallen 2 på Årsta partihallar i södra Stockholm. Stenen med över 250 skålgropar hittades 1958/1959 under utgrävningar på Årstafältet.

## Beskrivning
På området för Årsta partihallar genomfördes under 11 månader (1958-1959) en omfattande arkeologisk utgrävning. Arkeologerna  hittade flera gravfält och omkring 400 fornlämningar, bland annat ett block med omkring 250 skålgropar eller älvkvarnar  som de också kallas. Blocket är cirka 1,5 meter hög och groparna är 0,5 till 2,5 centimeter djupa med en diameter på 3,0 till 7,0 centimeter. Blocket påträffades ursprungligen ungefär 500 meter västsydväst om den nuvarande platsen och flyttades hit när området bebyggdes.
I närheten finns även en häll med skålgropar, med RAÄ-nummer Brännkyrka 161:1. Den ligger på andra sidan Åbyvägen, cirka 60 meter söder om fastigheten Fiskhallen 1. Det finns dessutom två skålgropsstenar i Solberga nära Älvsjö station. En av dem (RAÄ-nummer Brännkyrka 56:1) återfinns i ett industriområde vid korsningen Älvsjövägen / Götalandsvägen, och en (Brännkyrka 134:1) vid Brännkyrka hembygdsföreningens gård Lerkrogen (se Älvkvarnstenen).